# Bremse (Schiff, 1916)
Der Minenkreuzer Bremse der deutschen Kaiserlichen Marine wurde im Jahr 1915 als „Neubau Minendampfer D“ bei der AG Vulcan Stettin gebaut. Er lief am 11. März 1916 vom Stapel und wurde am 1. Juli 1916 in Dienst gestellt.
Hinsichtlich der technischen Daten und der Einsatzgeschichte gilt das Gleiche wie beim Schwesterschiff Brummer. Die Maschinenanlage bestand aus zwei Dampfturbinen, die von sechs Kohle-/Ölbrenner-Kesseln von Schulz-Thornycroft angetrieben wurden und auf zwei Schrauben wirkten. Die auf der Brummer und der Bremse eingebauten Turbinen waren ursprünglich für den Bau des russischen Kreuzers Svetlana vorgesehen, wurden aber bei Kriegsbeginn 1914 beschlagnahmt.
Konstruktionsgemäß wurden bei 47.000 PSw um 28 Knoten auf Flachwasser erreicht und mit geringerer Verdrängung sogar ca. 30 kn. Gebunkert werden konnten maximal 600 t Kohle und 1000 t Öl.

## Geschichte
Die Bremse war ab Oktober 1916 einsatzbereit. Im Dezember wurde sie der IV. Aufklärungsgruppe zugeteilt, mit der sie an diversen Einsätzen in der Nordsee teilnahm. So führte sie im Januar 1917 eine Minenunternehmung durch und stieß am 17. Oktober 1917 zusammen mit ihrem Schwesterschiff Brummer unter dem Kommando von Fregattenkapitän Max Leonhardi gegen die alliierten Geleitzüge zwischen Norwegen und Schottland vor. Dabei wurden im Seegefecht bei den Shetland-Inseln die britischen Zerstörer Strongbow und Mary Rose sowie neun Frachter versenkt. Im März 1918 unternahm die Bremse einen Vorstoß ins Skagerrak und ins Kattegat, der aber erfolglos blieb. Einen Monat später erfolgte ein letzter Flotteneinsatz, der ebenfalls ergebnislos blieb.

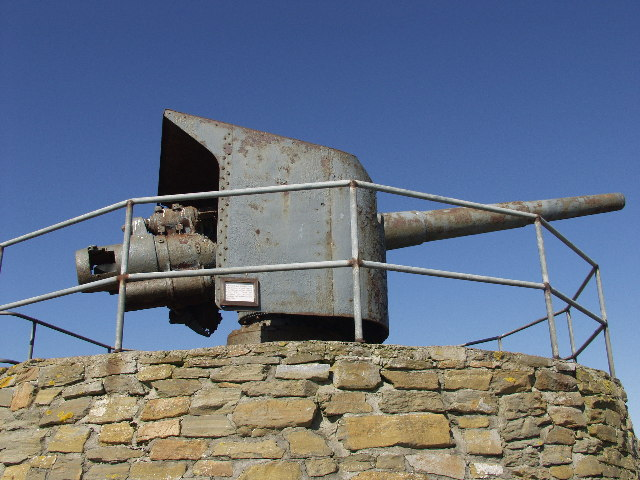
15-cm-Schnelladekanone L/45 der Bremse im Scapa Flow Visitor Centre

Am 3. November 1918 wurde das Schiff in Swinemünde außer Dienst gestellt. Bald darauf musste es wieder bemannt und nach Scapa Flow überführt werden. Sieben Monate später, am 21. Juni 1919, gab der Befehlshaber der internierten deutschen Flotte, Konteradmiral Ludwig von Reuter, den Befehl zur Selbstversenkung. Im Laufe des Tages sanken die meisten der 74 internierten Schiffe auf den Grund von Scapa Flow, so auch der Minenkreuzer Bremse.
Nach dem Krieg wurden die beiden Zerstörerkommandanten von Bülow und Leonhardi, als zwei von drei Bootskommandanten der ehemaligen Kaiserlichen Marine, als möglicher Kriegsverbrecher auf die Auslieferungsliste der Entente gesetzt.
Das Wrack wurde 1929 gehoben und verschrottet. Eines seiner 15-cm-Geschütze steht heute im Scapa Flow Visitor Centre in Lyness auf Hoy.

## Liste der Kommandanten
| Nr. | Name                                  | Beginn der Amtszeit | Ende der Amtszeit | Bemerkungen                               |
| --- | ------------------------------------- | ------------------- | ----------------- | ----------------------------------------- |
| 1.  | Fregattenkapitän Otto von Bülow       | Juli 1916           | August 1917       |                                           |
| 2.  | Fregattenkapitän Siegfried Westerkamp | August 1917         | August 1918       |                                           |
| 3.  | Korvettenkapitän Wilhelm Prentzel     | 4. September 1918   | 18. Dezember 1918 |                                           |
| –   | Oberleutnant zur See Fritz Schacke    | 18. Dezember 1918   | 21. Juni 1919     | Mit der Wahrnehmung der Geschäfte betraut |

## Trivia
Einer der bekanntesten Besatzungsangehörigen war der als Wachoffizier auf Bremse fahrende, später bekannt gewordenen Marineschriftsteller Fritz-Otto Busch.